# 거제 고현성
거제 고현성(巨濟 古縣城)은 대한민국 경상남도 거제시 고현동에 위치한 읍성이다.
1979년 5월 2일 경상남도의 기념물 제46호 고현성으로 지정되었다가, 2018년 12월 20일 현재의 명칭으로 변경되었다.
세종 때인 1432년부터 1663년 현종 4년까지 거제현의 관아로 사용되었으며, 1979년 5월 2일 경상남도 기념물 제46호로 지정되었다. 신증동국여지승람에는 높이가 13척(4m), 둘레가 3,038척(약 921m)이라고 나와 있지만, 현재는 높이 2.5m이며, 둘레 818m의 복원된 건축물만 남아 있다. 거제시청 오른쪽에 서 있는 계롱루를 중심으로 흔적을 찾을 수 있다.

## 개요
신라시대에는 고정부곡로 불렸으며, 그 후에는 고정리(古丁里)로 명칭이 바뀌었다.
1419년 세종 1년 대마도 정벌이 끝난 이후 세종과 태종이 거창군에 있던 거제현을 거제도로 옮기기로 결정하고, 거창, 진주에 있는 거제현민을 여덟 차례에 걸쳐 단계적으로 이주시켰다.
1432년 세종 14년 성 안에 40여 칸의 건물을 지은 후 사등성에 있던 관아를 이곳으로 옮겨서 읍성으로 삼았다. 그곳은 적의 침입을 대비하여 인근의 주민이 들어와서 지키도록 하기 위함이었다. 1449년 현령 이호성이 부임하여 1451년 가을부터 1453년까지 고현성을 건설했다.
1592년 선조 25년 5월 임진왜란 때 왜구에 의하여 함락된 때도 있었으며 남해안 수군 진영이 이웃한 요새였다. 1663년 현종 4년 관아를 지금의 거제읍으로 이전함에 따라 읍성의 기능을 잃게 되었다.
그 이후에도 원형에 가까운 성벽이 보존되고 있었다. 그러나 1950년에 발발한 한국전쟁으로 인해 UN군에 의하여 포로수용소가 설치될 때 성의 일부를 헐어 현재는 남서쪽 부분 600m 정도만 옛모습의 성벽을 남기고 있다.

## 참고 자료
- 《거제부읍지》(巨濟府邑志) 1759년, 여지도서, 《신증동국여지승람》
- 《거제읍지》(巨濟邑志), 1864년 대동지지
- 《거제군읍지》(巨濟郡邑志), 1899년
- 《조선왕조실록》
- 고현성 축성 (뉴스앤거제)